# رحيملوي موران
رحيملوي موران (بالإنجليزية: Rahimlui-ye Muran)‏ هي منطقة سكنية تقع في قسم آزادلو الريفي في إيران. يقدر عدد سكانها بـ 149 نسمة .